# Donald Watson
Pour les articles homonymes, voir Watson.
Donald Watson (Mexborough, au Royaume-Uni, 2 septembre 1910 - 16 novembre 2005) , professeur de menuiserie de métier, est le fondateur, avec Elsie Shrigley de la Vegan Society et l'inventeur du mot « vegan ».

## Biographie
Watson est né à Mexborough, dans le Yorkshire. Son père est directeur d’école dans une communauté minière, un environnement où personne ne connaît le végétarisme, ni a fortiori le végétalisme. Enfant, Watson passe du temps dans la ferme de son oncle George. L’abattage d’un cochon à la ferme horrifie le garçon : dès lors, Watson cesse de considérer la vie à la ferme comme idyllique, pour la voir comme un couloir de la mort pour les animaux. Il se met à repenser le fait de manger de la viande, et devient végétarien en 1924, à l’âge de quatorze ans, lorsqu’il prend pour le nouvel an la résolution de ne plus jamais manger de viande. Il fait une croix sur les produits laitiers environ dix-huit ans plus tard, ayant décidé que leur production n’était pas non plus éthique,,.

Donald Watson a dit :
« J’étais entouré d’animaux intéressants. Tous “donnaient” quelque chose : le cheval de ferme tirait la charrue, l’autre, plus petit, tirait la voiture, les vaches “donnaient” du lait, les poules “donnaient” des œufs et le coq faisait un “réveil matin” bien pratique – je n’avais pas encore compris à l’époque qu’il servait aussi à autre chose. Les moutons “donnaient” de la laine. Je n’ai jamais saisi ce que les cochons “donnaient”, mais ils me paraissaient si amicaux, toujours ravis de me voir. »

## Enseignement
Lorsqu’il quitte l’école à quinze ans, Watson devient apprenti dans une entreprise familiale de menuiserie, puis professeur de menuiserie, à vingt ans. Il enseigne à Leicester, où il s’engagera de manière notoire dans l’action de la Leicester Vegetarian Society. Il déménage à Keswick, où il enseigne pendant vingt-trois ans. Il résidera le restant de ses jours au Lake District de la ville. Pendant de nombreuses années, il consacrera beaucoup de temps à son activité de guide de randonnée, et à la culture biologique de légumes, jusqu’à très peu de temps avant sa mort en 2005.

## Véganisme et Société végane
En grandissant, Watson s’abstient de fumer, de boire et de consommer des aliments ou des substances qu’il considère toxiques. Dans les années 1940, il découvre la réalité de la production de lait et devient végétalien. La raison, explique-t-il, n’est autre qu’une préoccupation éthique pour les animaux :
« Il est aisé de constater que notre civilisation est fondée sur l’exploitation des animaux, tout comme les civilisations passées furent fondées sur l’exploitation des esclaves, et nous croyons que le destin spirituel de l’homme est tel qu’un jour il sera pris d’aversion à l’idée que ses semblables aient pu se nourrir de produits issus du corps des animaux. »
Des voix se sont élevées pour dire que le régime alimentaire qu’il proposait ne serait pas viable. Cela fut vrai jusqu’à la découverte de la vitamine B12 en 1947, car ce nutriment essentiel n’est pas présent sous forme assimilable dans un régime constitué uniquement de végétaux.
En novembre 1944, à Leicester, son épouse Dorothy, quatre amis et lui-même fondent la Vegan Society (« Société végane »). Pour décrire leur façon de vivre, Watson suggère le terme « vegan » –  formé à partir du début et de la fin du mot « vegetarian » (végétarien) – « car le véganisme commence avec le végétarisme et le porte à sa conclusion logique. » La même année, Watson et son groupe lancent la première édition de The Vegan News, le bulletin trimestriel de la Société végane. Pendant deux ans, Watson se charge seul de sa publication, rédigeant, polycopiant le bulletin, et répondant à un courrier de plus en plus volumineux.
Watson a étendu sa philosophie pour s’opposer aussi au mal que l’on peut causer à toute créature vivante. Pacifiste engagé durant toute sa vie, Watson s’est déclaré objecteur de conscience durant la Seconde Guerre mondiale.

## Vie privée
Watson aimait le vélo, la photographie et le violon, et bien qu’il n’affichât son soutien à aucun parti politique, il se passionna pour les questions politiques tout au long de sa vie. Il était agnostique.
Sa sœur et son frère sont devenus véganes en même temps que lui. La fratrie Watson se déclara objectrice de conscience durant la Seconde Guerre mondiale.